# Station Edane
Station Edane is een spoorwegstation in de Zweedse plaats Edane. Het station werd geopend op 19 juni 1871 en ligt aan de Värmlandsbanan.

## Verbindingen
| Serie | Treinsoort       | Route | Bijzonderheden |
| ----- | ---------------- | --- | --- |
| 70    | Stoptrein (VTAB) | (Kongsvinger – ) Charlottenberg – Arvika – Edane – Kil – Karlstad – Kristinehamn ( – Degerfors – Örebro) | Een aantal treinen per dag vanaf Kongsvinger en tot Örebro. Stopt beperkt op de haltes Ås, Lerot, Ottebol, Brunsberg en Lene. |